# Trollok a világ körül
A Trollok a világ körül (eredeti cím: Trolls World Tour) 2020-ban bemutatott amerikai 3D-s számítógépes animációs film, amely 2016-ban bemutatott Trollok című animációs mozifilm folytatása, Thomas Dam által kitalált Troll játékfiguráin alapulva. A 38. DreamWorks-film rendezői Walt Dohrn és David P. Smith. Az animációs játékfilm producere Gina Shay. A forgatókönyvet Jonathan Aibel, Glenn Berger, Bob Dolman, Trevor Munson, Lisa Krueger és Rick Yancey írta, a zenéjét Theodore Shapiro szerezte. A mozifilm a DreamWorks Animation gyártásában készült, a Universal Pictures forgalmazásában jelent meg. Műfaja zenés filmvígjáték. Oroszországban 2020. március 19-én, az Egyesült Államokban 2020. április 10-én, Magyarországon eredetileg 2020. április 2-án lett volna a bemutatója, de a koronavírus miatt 2020. október 29-ére eltolták.

## Cselekmény
|  | Alább a cselekmény részletei következnek! |

Egy nap Barb királynő úgy dönt, hogy egyesíti a trollokat a rockzenével ezért útnak indul, hogy összegyűjtse a trollok húrjait. (A klasszikus, a techno, a pop, a country, a funk és a rock húroknak hála léteznek ezek a zenék és  ezek a húrok kellenek Barbnak). Pipacs, Ágas és a barátok mint mindig énekelnek, táncolnak és buliznak, ám ez a nap más mint a többi, mert Ágas úgy dönt, hogy elmondja Pipacsnak az iránta titkolt, érzett szerelmét. Ez nem sikerül neki és kiderül, hogy Pipacs csak barát vele.
Egyszer csak kiabálást hallanak és Pipacs kap egy levelet Barb királynőtől, a hard rock királynőtől, aki a pop trollok húrját akarja megszerezni tőle. Pipacs és a barátai felfedezik, hogy rajtuk kívül léteznek más fajta trollok is. Pipacs titokban elindul, hogy elvigye a pop-húrt Barb királynőnek, aki egy átveréssel akarta rávenni erre. Vele tart legjobb barátja Ágas és akad egy potyautasuk is, jó barátjuk Giga.
Cooper megtudja, hogy vannak más fajta trollok is rajtuk kívül. Hirtelen meglepő felfedezést tesz, vannak rá hasonlító trollok (a funk trollok) ezért útnak indul, hogy felkutassa őket.
Eközben Pipacs, Ágas és Giga rájönnek az igazságra Barbbal kapcsolatban, hogy azért kellenek neki a húrok, mert mindenkit rock trollá akar változtatni.  Pipacs és barátai ezt mindenképp meg akarják akadályozni, de semelyik trollnak nem kell a segítségük (néhányan nem is hisznek nekik).
Eközben Barb királynő meggyőz más trollokat is, hogy fogják el Pipacsot és barátait. A trollok végül úgy döntenek, hogy segítenek Barbnak.
Cooper sok kutatás és veszély után rátalál a funk trollokra és kiderül, hogy ő is közülük való. Sőt a szülei a funk trollok uralkodói, így ő herceg lesz.
Eközben a barátok próbálják figyelmeztetni a country trollokat, de bajba kerülnek. Fel akarják adni a küldetést, ám egy country troll (Hickory) segíteni akar nekik és ezt el is fogadják. Ágas gyanakodni kezd Hickoryra, eközben nagyon szomorú, mert Pipacs csak barátnak tekinti ( Pipacs is szerelmes Ágasba de nem vallja be neki). Ám támadás éri őket. Chaz a dzsessz troll elvarázsolja a trollokat, hogy megszerezze a pop húrt, ám Hickory megmenti őket. Giga mérges lesz Pipacsra, mert veszélybe sodorta őket, ezért hazamegy a barátaihoz.
Később kiderül, hogy Hickory átverte őket. Ezáltal Barb megszerzi az összes húrt és terve be is válik. Pipacsnak sikerül ellenállnia a bűbájnak, így megsemmisíti Barb gitárját. Ez nagy hiba, hiszen így megsemmisíti a zenéket is. De végül sikerül helyrehozni a hibáját és rendbe tenni mindent. Miután ez megtörténik, Pipacs is bevallja Ágas iránt érzett szerelmét. Így egy párt alkotva boldogan töltik mindennapjaikat a többi trollal együtt.
|  | Itt a vége a cselekmény részletezésének! |

## Szereplők
| Szereplő                | Eredeti hang             | Magyar hang        | Leírás |
| ----------------------- | ------------------------ | ------------------ | --- |
| Pipacs királynő         | Anna Kendrick            | Csuha Bori         | A pop trollok kedves és optimista királynője.                                                                      |
| Ágas                    | Justin Timberlake        | Bereczki Zoltán    | Egy paranoiás és jószívű troll, Pipacs barátja.                                                                    |
| Barb királynő           | Rachel Bloom             | Gubik Petra        | A hard rock trollok királynője.                                                                                    |
| Giga                    | James Corden             | Elek Ferenc        | Egy hatalmas, vidám troll.                                                                                         |
| Cooper                  | Ron Funches              | Horváth Illés      | Egy zsiráf-szerű troll, aki négy lábon jár.                                                                        |
| Delta Dawn              | Kelly Clarkson           | Király Linda       | Country trollok vezetője.                                                                                          |
| Prince D                | Anderson Paak            | Suhajda Dániel     | Quincy király és Esszencia királynő fia, funk trollok hercege.                                                     |
| Hickory                 | Sam Rockwell             | Sarádi Zsolt       | Egy jódlis troll, aki country trollnak adja ki magát és átveri Pipacsot és barátait.                               |
| Quincy király           | George Clinton           | Faragó András      | A funk trollok királya.                                                                                            |
| Esszencia királynő      | Mary J. Blige            | Szulák Andrea      | A funk trollok királynője, D anyja.                                                                                |
| Pici Diamond            | Kenan Thompson           | Ganxsta Zolee      | Guy Diamonds újszülött fia, aki jól rappel.                                                                        |
| Guy Diamond             | Kunal Nayyar             | Magyar Bálint      | Egy nagyon csillogós troll, aki csillámot tud kilövelni.                                                           |
| Szatén                  | Caroline Hjelt           | Bogdányi Titanilla | Két troll nővér, akiknek a hajuk össze van nőve, így olyan mintha egy kifeszített gumikötél lenne a fejük tetején. |
| Szalag                  | Aino Jawo                | Laurinyecz Réka    | Két troll nővér, akiknek a hajuk össze van nőve, így olyan mintha egy kifeszített gumikötél lenne a fejük tetején. |
| Tresillo                | J Balvin                 | Debreczeny Csaba   | Egy reggaetón troll                                                                                                |
| Dickory                 | Flula Borg               | Simon Kornél       | Egy jódlis troll.                                                                                                  |
| Lábella                 | Ester Dean               | Sági Tímea         | Egy pop troll, akinek jellegzetesen hosszú lába van.                                                               |
| Chaz                    | Jamie Dornan             | Bercsényi Péter    | Egy dzsessz troll                                                                                                  |
| Trollzart               | Gustavo Dudamel          | Gyabronka József   | Egy klasszikus troll.                                                                                              |
| Zúz király              | Ozzy Osbourne            | Nagy Feró          | A hard rock trollok királya, Barb apja.                                                                            |
| Trollex király          | Anthony Ramos            | Jéger Zsombor      | A techno trollok vezetője.                                                                                         |
| Riff                    | Karan Soni               | Seder Gábor        | Egy hard rock troll.                                                                                               |
| Pennywhistle            | Charlyne Yi              | Mikita Dorka       | Komoly zenéből való furulya .                                                                                      |
| Baby Boo                | Irene                    | Laudon Andrea      | ? |
| Gomdori                 | Seulgi                   | ?                  | ? |
| Wani                    | Wendy                    | Mentes Júlia       | Lány K-pop troll. Kék haja van.                                                                                    |
| Ari                     | Joy                      | ?                  | ? |
| Kim-Petit               | Yeri                     | ?                  | ? |
| Bridget                 | Zooey Deschanel          | Kokas Piroska      | Egy kedves bergeni, aki konyhalányként dolgozott.                                                                  |
| II. Porcos király       | Christopher Mintz-Plasse | Kovács Lehel       | I. Porcos király fia, a bergeniek uralkodója.                                                                      |
| Kuki úr                 | Kevin Michael Richardson | Forgács Gábor      | Giga házi férge.                                                                                                   |
| Kuki úr istene          | Kevin Michael Richardson | Németh Gábor       | Amikor „meghal" Kuki úr ő felé indul.                                                                              |
| Morgós Pete             | Kevin Michael Richardson | Bolla Róbert       | ? |
| Sid Fret                | Kevin Michael Richardson | ?                  | ? |
| Pepi király             | Walt Dohrn               | Papp János         | A trollok vezetője, Pipacs királynő apja.                                                                          |
| Picúr                   | Walt Dohrn               | Seszták Szabolcs   | Egy aprócska, ám mély és rezes hangú troll.                                                                        |
| Felhő srác              | Walt Dohrn               | Szabó Máté         | Egy két lábon járó, szellemes bárányfelhő.                                                                         |
| Halálos Metál           | Walt Dohrn               | ?                  | ? |
| Fuzzbert                | Walt Dohrn               | -                  | ? |
| Bemondó                 | Walt Dohrn               | ?                  | ? |
| Country zenés baba      | Walt Dohrn               | ?                  | ? |
| Country zenés farmer    | Walt Dohrn               | ?                  | ? |
| Kakas                   | David P. Smith           | Hagen Péter        | ? |
| Sivatagi nap            | David P. Smith           | Hagen Péter        | ? |
| Nyolcadik kecske        | David P. Smith           | ?                  | ? |
| Bogár                   | David P. Smith           | ?                  | ? |
| Emlékkönyv troll        | David P. Smith           | ?                  | ? |
| Sheila B                | Da’Vine Joy Randolph     | Bánfalvi Eszter    | ? |
| Fogó                    | Betsy Sodaro             | Murányi Tünde      | ? |
| Vadnyugati könnycsepp   | Griffin McElroy          | ?                  | ? |
| I. Felhőkarcoló troll   | Griffin McElroy          | ?                  | ? |
| Techno Beat-drop gomb   | Justin McElroy           | ?                  | Trollex király gombja aki felpörgeti a bulit. Rajta van a Techno húr.                                              |
| Gyom                    | Justin McElroy           | ?                  | ? |
| II. Felhőkarcoló troll  | Justin McElroy           | ?                  | ? |
| Hard Rock könnycsepp    | Travis McElroy           | ?                  | ? |
| III. Felhőkarcoló troll | Travis McElroy           | ?                  | ? |
| Clampers Buttonwillow   | Betsy Sodaro             | ?                  | ? |
| Carol                   | Marcella Lentz-Pope      | ?                  | Barb barátja . Lány Hard Rockos aki szereti a sajt spray-t .                                                       |
| Marimba                 | Berenice Amador          | ?                  | ? |
| Tambora                 | Jamila Hache             | ?                  | ? |